# Strygmølle
Strygmølle (dansk) eller Streichmühle (tysk) er en landsby beliggende øst for Flensborg i det nordlige Angel i Sydslesvig. Administrativt hører landsbyen under Dollerup Kommune i Slesvig-Flensborg kreds i den nordtyske delstat Slesvig-Holsten. I kirkelig henseende hører Strygmølle til Grumtoft Sogn. Sognet lå i Husby Herred (Flensborg Amt, Sønderjylland), da området tilhørte Danmark. 
Strygmølle er første gang nævnt 1671. Stednavnet henviser til strygge i betydningen af strømhvirvel, altså en strøm i et vanddrag eller en snævring med stærkere strøm.
1837 nævnes en mølle og en kro. I årene 1886 til 1953 var landsbyen stationsby på banestrækningen Flensborg-Kappel. Den ved Langballeå beliggende tidligere kornmølle var i Lundsgård gods eje. Vandmøllen blev nedbrudt i 1953. I 1872 blev der oprettet en hollændermølle, som var i drift frem til 1958. Strygmølle er omgivet af Terkelstoft, Dollerup Mose, Nordballe og Dollerup.